# Попівська сільська рада (Миргородський район)
Попівська сільська рада — колишній орган місцевого самоврядування у Миргородському районі Полтавської області з центром у c. Попівка.

## Населені пункти
Сільраді були підпорядковані населені пункти:
- c. Попівка
- с. Велика Грем'яча
- с. Мала Грем'яча